# Simfonia a treia (Aaron Copland)
Se poate spune despre Aaron Copland că a utilizat în muzica sa trei stiluri, fiecare dintre ele distincte în multe feluri, dar care relaționează unele cu altele ca rodul muncii oricărui artist consecvent.” În primele sale lucrări, Aaron Copland a folosit potențialul muzicii de jazz ca modalitate de exprimare. Interesul său pentru acest tip de muzică este evident în compoziții ca Music for the Theatre sau Concertul pentru pian și orchestră. Însă curând atenția sa s-a îndreptat spre o tehnică de scriitură modernistă avansată, relevată în lucrările Dance Symphony, Piano Variations, Short Symphony și Statements.  Metodele sale aplicate în armonie, contrapunct și în ritm au fost apreciate de compozitorii elevați ai vremii, însă inaccesibilitatea acestei muzici a produs în rândul marelui public reacții de împotrivire.
În urma eșecului său de a mulțumi publicul vremii, Aaron Copland a abordat o nouă metodă, dorind să creeze o muzică „în cei mai simplii termeni posibili”. Nu numai că și-a simplificat tehnica de scriitură, dar a adoptat un discurs care putea fi mult mai repede asimilat. A început să scrie muzică de film, ca Of Mice and Men, Our Town, North Star sau The Red Pony și a inserat în muzica sa elemente populare și de balet. Chiar și în Simfonia a treia, se observă o tendință de  simplificare a discursului și caracteristicile distincte ale muzicii de film.
Copland s-a afirmat în lumea muzicală nu doar ca și compozitor, ci și ca pianist. În anul 1960 a făcut un turneu în Uniunea Sovietică, unde și-a lansat mai multe dintre lucrările sale. Din anul 1940 și până în 1965 Copland a fost conducătorul departamentului de compoziție la Berkshire Music Center din Tanglewood.
În anul 1939, situația politică a Europei se înrăutățea tot mai mult, iar în America comunitatea de liberali anti-staliniști creștea din ce în ce mai mult. Aaron Copland explica într-un articol al revistei Twice a Year că în timpul războiului, modalitatea de a compune o muzică accesibilă era aceea de a crea prin muzică un nou ideal social unificator . Fără îndoială, Copland a fost unul dintre cei mai ingenioși compozitori din timpul războiului, iar de-a lungul carierei sale stilul său a îmbinat elemente folclorice și tradiționale, jazz, blues și country dance.
Simfonia a treia
Context
```
Ca o culminație a lucrărilor compuse cu tematica celui de al Doilea Război Mondial, 
Fanfare for the Common Man
 (1942), 
Lincoln Portrait
 (1942) și 
Appalachian Spring
 (1944-46), Simfonia a treia a fost rezultatul solicitării unei compoziții de mari dimensiuni, cu un mesaj aparte. Ea este dintre cele trei lucrări orchestale pe care Copland le-a compus „
in the grand manner
”, alături de 
Symphonic Ode
 și 
Connotations
. În vara anului 1944, în timpul unei perioade petrecute într-un mic oraș mexican, Copland a început să compună o nouă simfonie, la comanda lui Fundației Muzicale Koussevitzky. Piesa integrată în partea a patra a acesteia, 
Fanfare for the Common Man
, fusese compusă pentru sezonul concertant 1942-1943 al Cincinnati Symphony Orchestra. Dirijorul Eugene Goossens, atunci când i-a cerut lui Copland să compună o lucrare pentru această ocazie, i-a sugerat titlurile „
A Fanfare for Soldiers
”, „
A Fanfare for Airmen
” sau „
A Fanfare for Sailors
” . Însă titlul ales de compozitor, 
Fanfare for the Common Man
, aduce o total altă interpretare decât cea propusă de Goossens, pe care Copland a explicat-o în felul următor: „omului de rând și armatei îi era încredințată, până la urmă, toată munca murdară a războiului și el era cel care merita o fanfară.”  
```

Simfonia a fost primită cu mult entuziasm de critici și public la premiera ei din 11 octombrie și a câștigat premiul New York Music Critics Circle Award. Copland a terminat de compus finalul abia în 29 septembrie, iar premiera a fost astfel amânată pentru a face posibilă încă o săptămână de repetiții. 
Tematică
La fel ca El Salon Mexico, Simfonia a treia a fost influențată de idealizarea unei culturi străine, în acest caz, Uniunea Sovietică. În anii 1930, Rusia Sovietică a fost subiectul a numeroase articole care lăudau principiile țării de a integra arta în viața oamenilor. Sistemul comunist a fost acreditat ca un sistem care avea un rol social semnificativ, în care muzica deținea un loc esențial.
```
Împărtășirea acelorași poziții politice și estetice  a influențat majoritatea compozițiilor pe care Copland le-a scris la comanda lui Koussevitzky și nu numai convingerile sale au fost elemente decisive, ci și muzica sovietică din timpul războiului, condusă de marii compozitori de simfonii, ca Șostakovici sau Prokofiev. Aceștia apăreau în fața americanilor ca unii care „scriu muzică pentru a promova scopurile estetice și sociopolitice ale frontului cultural” . Copland a adoptat principiile regăsite în simfoniile lui Șostakovici și le-a aplicat în Simfonia a treia prin retorica muzicală simplificată și prin încercarea de a integra lucrarea în contextul cultural din timpul războiului în America. 
```

Elisabeth B. Christ afirmă în cartea sa Fanfare for the Common Man. Aaron Copland during the Depression and War că „probabil cea mai clară dovadă care atestă legătura dintre Simfonia a treia, politicile de război ale frontului cultural și ideologiile estetice de stânga, constă în integrarea fragmentelor din Fanfare for the Common Man în deschiderea părții finale a Simfoniei.”  De asemenea, ea mărturisește că „Fanfare se leagă explicit de efortul războiului și invocă în mod direct o agendă politică progresistă.”  Stilul simplificat promovat de Copland în cea de-a treia perioadă de creație a determinat ca în perioada războiului compozițiile sale să fie catalogate drept o „idealizare a sentimentului popular” . În acest sens putem aminti lucrarea Fanfare for the Common Man, care a fost folosită în reclamele comerciale ale United States Navy pentru a acompania imagini cu vapoare masive, în scopul stimulării patriotismului. 
Limbaj
Simfonia a treia este o compoziție care solicită prezența unei orchestre mari, formată din 12 instrumente de suflat din lemn, 11 instrumente de suflat din alamă, o gamă foarte largă de instrumente de percuție, un pian, două harpe și coarde. În ciuda dimensiunii orchestrei, limbajul folosit și temele sunt de o simplitate evidentă. Este o simfonie caracterizată de cantabilitate și tonalitate, care include uneori ritmuri din muzica de jazz și a cărei comandă l-a stimulat pe Copland să își „structureze materialul și să îl asambleze într-o ordine bine definită.”
Partea întâi are un caracter deosebit de expresiv, în tonalitatea Mi major și implică trei teme contrastante. Prima dintre ele, la viori, este plasată în începutul Simfoniei, fără nici un fel de introducere. Ea este  interpretată de instrumentele de suflat din lemn și de coarde și stabilește o atmosferă de contemplare, care va fi preluată și de cea de-a doua temă, care este plasată la viole și oboi. Discursul muzical care se amplifică din ce în ce mai tare ajunge treptat, pornind de la starea inițială de contemplare, la într-o stare care inspiră contrariul: agitația și teroarea.
În contrast cu cele două teme se dezvoltă o temă cu caracter militar de la instrumentele de suflat din alamă, care face referire pentru prima dată la lucrarea Fanfare for The Common Man.  Ea are o natură mai îndrăzneață, comparativ cu celelalte două teme și tocmai de aceea, instrumentele la care este plasată sunt trombonii și cornii. După acest episod dramatic însă, o secțiune care implică flautul solo și coardele readuce stabilitatea și armonia de la început. 
Forma generală a primei părți formează de fapt un arc, unde partea centrală este cea mai antrenantă. Secțiunea finală este o codă extinsă, care prelucrează material muzical din deschiderea Simfoniei. Atât prima, cât și cea de-a treia temă generează dezvoltări motivice în părțile următoare ale Simfoniei.
Partea centrală a Simfoniei este un scherzo plin de viață, Allegro molto, căruia îi este asociată o secțiune ceva mai liniștită, Andantino quasi allegretto. În scherzo, ideile muzicale sunt derivate din materialul sonor auzit în partea precedentă. Sfârșitul linișitit al primei părți contrastează cu începutul celei de-a doua, unde lovitura de timpani stabilește cu tărie vitalitatea scherzoului.
Forma acestei părți urmează construcția obișnuită de simfonie: scherzo, trio, scherzo. O introducere a instrumentelor de suflat din alamă conduce către tema principală, care este declamată de trei ori în prima secțiune. Prima dată este auzită la corni și viole și continuă cu clarinetul, a doua oară în unison de coarde și mai apoi la instrumentele grave de alamă, caz în care este augmentată. După atingerea momentului de climax urmează Trio, fără nici un fel de pauză. Aici, instrumente de suflat din lemn interpretează solo o nouă melodie lirică, în scriitură de canon. Ea este preluată de coarde, care adaugă prin aceasta o nouă secțiune. În mijlocul trioului, Copland a introdus o temă de vals, care „și-ar fi găsit locul chiar și în Rodeo” .
Recapitularea primei secțiuni implică tema de scherzo, care se distinge de data aceasta prin implicarea pianului solo și care conduce printr-un material episodic la o recapitulare în tutti. Acest nou moment de climax este urmat de o reluare a temei din trio, interpretată de această dată în canon și cu implicarea întregii orchestre în fortissimo.
Începutul părții a treia face referire la cel de-al doilea subiect din prima parte și mai apoi aduce o temă care generează variații. Ea este cea mai liberă din punct de vedere al structurii formale. Chiar dacă este alcătuită din secțiuni distincte, ele sunt gândite ca un suflu continuu, într-o serie de variații legate una de cealaltă.
Prima secțiune nu are alt rol decât cel de a introduce materialul muzical principal al părții. Deasupra viorilor în unison se poate distinge o versiune a celei de-a treia teme din prima parte (cea a trombonului), transformată ritmic. Ea este tratată contrapunctic și ajunge la o cadență în Mi major, la fel ca în prima parte. O altă temă, „mult mai tonală” este plasată la flaut solo. Aceasta este melodia care oferă materialul muzical pentru secțiunile următoare, întâi într-o atmosferă nostalgică, iar mai apoi într-o manieră din ce în ce mai rapidă, aproape dansantă. Imperceptibil, discursul muzical se reduce la o singură linie a viorii și flautului piccolo, acompaniați de harpă și celestă. Cea de-a treia parte nu implică nici un instrument de alamă, cu excepția unui singur corn și unei trompete.
Finalul, Molto deliberato - Allegro risoluto este cea mai amplă parte, pe care compozitorul a gândit-o ca pe o „coda extinsă, care prezintă o versiune lărgită a materialului din început.” 
În Simfonia a treia, Fanfare for the Common Man este revizuită și integrată tonal și structural în ultima parte. Finalul începe prin această versiune a lucrării Fanfare și continuă cu prima temă. Din cauza rolului său de „coda lărgită”, ea aduce multe idei auzite anterior. Finalul Simfoniei este un allegro în formă de sonată, unde Fanfare are rolul unei introduceri lente, care anticipă tonalitățile și relațiile tonale dezvoltate pe parcursul finalului. De asemenea, fragmente din Fanfare mai apar și în alte momente semnificative ale finalului, pentru a articula structura de sonată și pentru a face planul sonor mai accesibil publicului larg.
Reorchestrarea lucrării Fanfare a însemnat aducerea unor schimbări semnificative, atât în ce privește partea dinamică, cât și în ce privește spectrul tonal. Astfel, finalul Simfoniei începe cu pianissiomo în loc de attaca și stabilirea în măsurile 44-46 pe Re major oferă o viziune mai strălucitoare.
```
 Explicația lui Copland  pentru citarea propriei lucrări a fost aceea că a dorit „un  final nobil care să reflecte bătălia învingătoare a războiului”
[
6
]
 . Traiectoria retorică a finalului merge dinspre întuneric spre lumină, iar integrarea lucrării 
Fanfare for the Common Man
 este un element catalizator, care transformă finalul într-o concluzie triumfală a întregii Simfonii.
```